# Харьковское сельское поселение (Краснодарский край)
Харьковское сельское поселение — муниципальное образование в составе Лабинского района Краснодарского края России.
В рамках административно-территориального устройства Краснодарского края ему соответствует Харьковский сельский округ.
Административный центр и единственный населённый пункт — хутор Харьковский.
До 1997 года в составе поселения был хутор Гай, исключённый из учётных данных Постановлением Заксобрания Краснодарского края от 27 мая 1997 года № 639-П.

## Население
| 2010 | 2012 | 2013 | 2014 | 2015 | 2016 | 2017 |
| ---- | ---- | ---- | ---- | ---- | ---- | ---- |
| 706  | ↘701 | ↘695 | ↘688 | ↘675 | ↘664 | ↘651 |
| 2018 | 2019 | 2020 | 2021 | 2023 |      |      |
| ↗654 | ↘645 | ↗652 | ↘571 | ↘554 |      |      |